# Muszyna
Muszyna is een stad in het Poolse woiwodschap Klein-Polen, slechts enkele kilometers van de Slowaakse, gelegen in de powiat Nowosądecki grens. De oppervlakte bedraagt 23,96 km², het inwonertal 4975 (2005).
Muszyna werd voor het eerst vermeld in 1209. In de directe omgeving van Muszyna bevinden zich minerale bronnen, waardoor de plaats een zekere naam als kuuroord verwierf. De componist Zbigniew Bujarski en de dichter Adam Ziemianin zijn geboren in Muszyna.

## Verkeer en vervoer

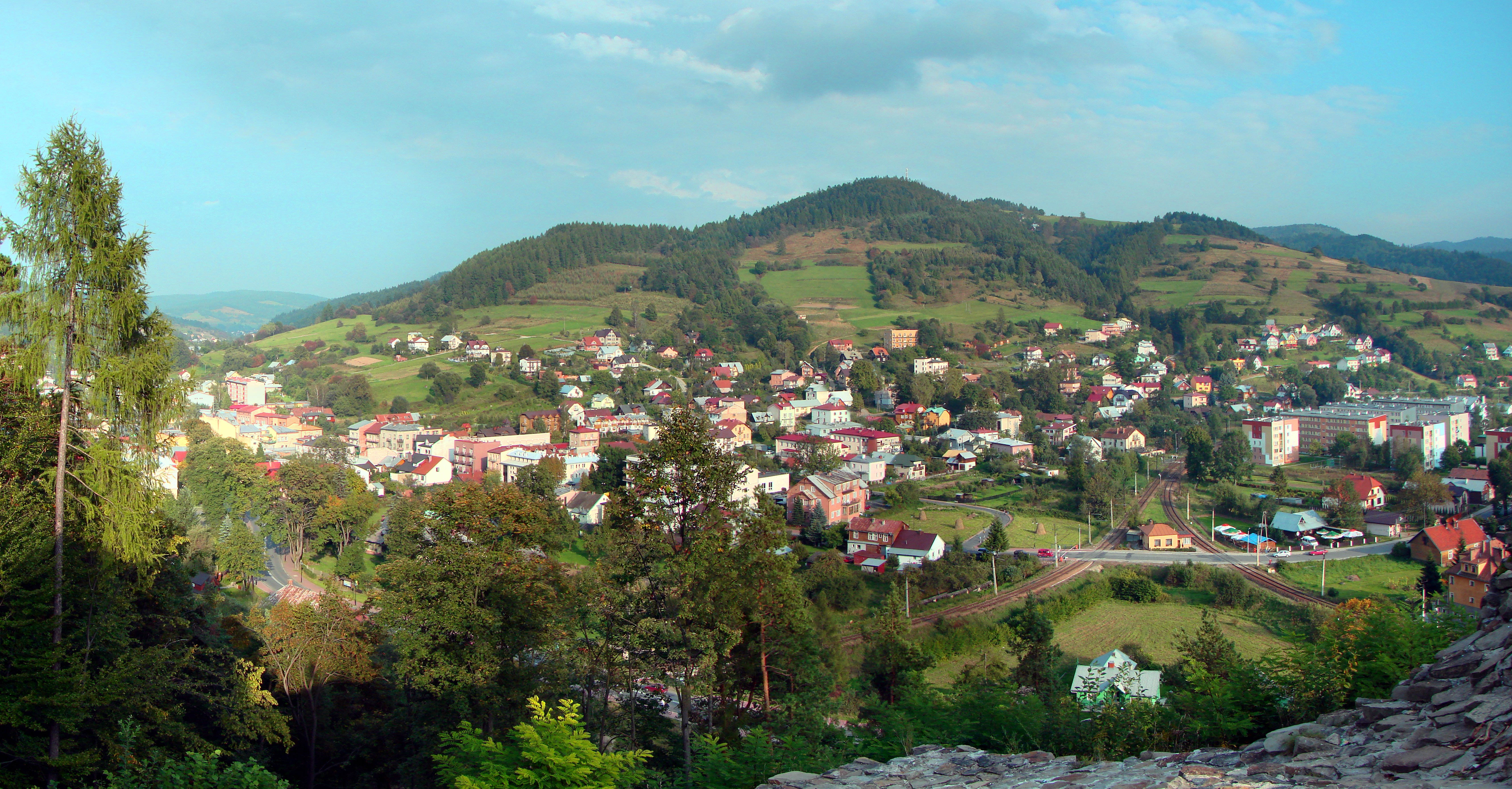
Panorama Muszyny

- Station Muszyna